# Banco Continental (Honduras)
El Banco Continental era un banco hondureño (actualmente en estado de liquidación forzosa), fundado por el banquero Jaime Rosenthal el 20 de marzo de 1974, estuvo orientado al mercado comercial y agroindustrial, incluyendo mercado cafetalero. Se liquidó forzosamente luego de las presiones que emitió la Comisión Nacional de Bancos y Seguros (CNBS) en octubre de 2015 debido a fuertes vínculos con el narcotráfico.
El 7 de octubre de 2015, el Departamento de Justicia de los Estados Unidos determinó a Jaime Rosenthal, su hijo Yani Rosenthal y su sobrino Yankel Rosenthal, y siete negocios como «traficantes de narcóticos especialmente designados» según la Ley Kingpin, siendo la primera vez que se catalogó a un banco fuera de Estados Unidos con ese título. Como resultado el gobierno de Honduras a través del presidente Juan Orlando Hernández y la Comisión Nacional de Bancos y Seguros (CNBS) forzaron la liquidación del banco, que cerró sus puertas el 12 de octubre del mismo año de forma definitiva.